# Galáxia Anã da Ursa Maior II
Galáxia Anã da Ursa Maior II é uma galáxia anã orbitando a Via Láctea. A descoberta, por D. B. Zucker et al., foi anunciada em 2006.
Trata-se de uma pequena galáxia anã com tamanho projetado de 250x125 pc. A magnitude absoluta do objeto é apenas -3,8, o que significa que é menos luminosa do que algumas estrelas, como Canopus na Via Láctea. É comparável a luminosidade de Bellatrix em Orion.
Ela está localizado a uma distância de cerca de 97.800 anos-luz da Terra. Existe um outro objeto chamado Galáxia Anã da Ursa Maior I, descoberto por Beth Willman em 2005.